# Nerds 2.0.1: A Brief History of the Internet
Nerds 2.0.1: A Brief History of the Internet é um documentário americano que explora o desenvolvimento da ARPAnet, da Internet e da World Wide Web nos Estados Unidos, de 1969 até 1998. Ele foi escrito e apresentado por Robert X. Cringely (Mark Stephens) e é a sequência do documentário Triumph of the Nerds, de 1996. 

## O Documentário
Nerds 2.0.1 narra a história das redes de computadores, começando nos anos 1960s com o lançamento do satélite soviético Sputnik e sua repercussão no Pentágono. Começando como uma contenção de despesas, a primeira rede de computadores foi desenvolvida para conectar as máquinas utilizadas para pesquisas e fins acadêmicos. A narrativa mostra como os pioneiros utilizaram seus conhecimentos e habilidades nos negócios para tornar esta rede mais amigável para o usuário comum e assim criar um novo meio de comunicação global.
O documentário tem aproximadamente 3 horas de duração e consiste de três episódios. O primeiro episódio foca no desenvolvimento da ARPAnet. O segundo mostra o crescimento dos negócios sobre a rede de computadores durante a década de 80. O terceiro e último episódio fala sobre a World Wide Web e os primeiros navegadores, entre eles o Mosaic e o Netscape.

### Episódio 1: Networking the Nerds
Este episódio conta a história do nascimento da internet durante a guerra fria, durante as décadas de 1950 e 1960. Durante este período, o medo americano de que a extinta União Soviética estaria na frente em relação aos avanços em ciência e tecnologia fez com que o governo despejasse milhões de dólares em pesquisas. Os cientistas e engenheiros foram "recrutados" das universidades para as agências recém-criadas pelo governo para a aplicação dos investimentos, entre elas a NASA e a ARPA, e as universidades também receberam investimentos para construção de novos laboratórios de pesquisa.
Depois de contextualizar o espectador, o episódio foca no desenvolvimento da ARPAnet (Advanced Research Projects Agency Network), que foi a primeira rede operacional de computadores à base de comutação de pacotes desenvolvida pelo Departamento de Defesa dos Estados Unidos em 1969.

### Episódio 2: Serving the Suits
No segundo episódio a narrativa entra na década de 1980, mostrando como a chegada dos computadores pessoais nos lares e escritórios dos americanos gerou uma demanda por computadores e softwares, que em menos de uma década se tornou um dos ramos mais lucrativos da indústria.
A narrativa segue mostrando como os engenheiros que desenvolveram e trabalharam com a ARPAnet se tornaram fundadores de seus próprios negócios, participando da "corrida pelo ouro" dos anos 80. Ela contém entrevistas com grandes nomes da época, como Bob Metcalfe, co-inventor da Ethernet e fundador da 3Com; Andy Bechtolsheim, fundador da Sun Microsystems e Sandy Lerner, co-fundadora da Cisco Systems.

### Episódio 3: Wiring the World
Neste episódio são documentados os primeiros navegadores web, entre eles o Mosaic, Netscape e a primeira versão do Internet Explorer. É mostrado neste ponto da narrativa como a internet chega à pessoas comuns, sem os conhecimentos técnicos que eram necessários antes dos navegadores para entrar na rede.
O episódio começa na Suíça, mostrando como o programador de computadores Tim Berners-Lee do CERN criou a World Wide Web como meio para simplificar e solucionar certos problemas com os quais estava trabalhando. Quando descoberta por americanos no começo da década de 1990, a World Wide Web ganhou uma interface "mais humana" a partir do primeiro navegador gráfico da web, o Mosaic. A partir daí uma corrida pelo mercado dos navegadores começa, com de um lado a Netscape, fundada pelos criadores do Mosaic, e do outro a Microsoft, que mais tarde entrou na internet com seu navegador Internet Explorer.

## Nerds 2.0.1: Inside Look
Em 1999 foi lançado o livro Nerds 2.0.1: A Brief History of the Internet (Inside Look), descrito como o "companheiro" da série de TV. O livro é baseado em quatro anos de pesquisas e entrevistas com fundadores de empresas de sucesso e seus investidores de risco. O objetivo é narrar a história da Internet, mostrando as pessoas que estavam por trás e que eventualmente se tornaram milhionárias com seus negócios. Escrito pelo diretor do documentário, Stephen Segaller, este livro contém materiais novos para uma atualização do conteúdo original do documentário.